# My Dear Melancholy
My Dear Melancholy, es el primer extended play del cantante canadiense The Weeknd. Se lo ha denominado alternativamente como un álbum y un miniálbum, con las notas del proyecto simplemente describiéndolo como una «grabación de estudio oficial». XO y Republic Records lo lanzaron al mercado el 30 de marzo de 2018. Producido principalmente por Frank Dukes, quien se desempeña como productor ejecutivo junto con The Weeknd, presenta contribuciones de Gesaffelstein, así como de Mike Will Made It, DaHeala, Skrillex y Guy-Manuel de Homem-Christo de Daft Punk, entre otros.
My Dear Melancholy ha sido descrito como un regreso al estilo más oscuro del trabajo anterior de The Weeknd, como Trilogy (2012) y Kiss Land (2013) y se centra en las relaciones pasadas de Weeknd con la modelo Bella Hadid y la cantante Selena Gomez. El EP fue apoyado por el sencillo principal, «Call Out My Name». Recibió reseñas generalmente positivas de los críticos y debutó en el número uno en el Billboard 200 de Estados Unidos.

## Antecedentes y lanzamiento
El 3 de marzo de 2018, el rapero estadounidense Travis Scott insinuó un nuevo álbum de The Weeknd en Twitter, refiriéndose a él como «aterrador» y comparándolo con cuando «escuchó su música por primera vez». Más tarde ese mes, The Weeknd sugirió que estaba en las etapas finales de completar un nuevo proyecto, compartiendo múltiples videos mudos en Instagram de un estudio de grabación, con el subtítulo «masterización». Esto siguió a varios meses de fotos en el estudio compartidas en la plataforma.
El 28 de marzo, The Weeknd sugirió el lanzamiento de un nuevo proyecto, publicando una captura de pantalla de una conversación de mensajes de texto entre el director creativo La Mar Taylor y él mismo, sobre si deberían o no «liberar [un nuevo proyecto el] viernes». Al día siguiente anunció el proyecto que se lanzaría esa noche, compartiendo su portada y título. El 22 de febrero, previamente había compartido una imagen del título del álbum escrita en un bloc de notas.
Después del lanzamiento del álbum, los videos musicales orientados verticalmente para «Call Out My Name» y «Try Me» se lanzaron exclusivamente a través de Spotify.

## Música y letra

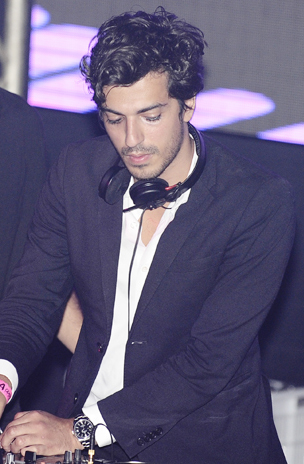
Gesaffelstein (en la foto) es el único artista invitado del proyecto, produciendo las pistas en las que aparece.

El proyecto ha sido descrito como «más oscuro» que los lanzamientos de estudio anteriores de The Weeknd Beauty Behind the Madness y Starboy, y ha sido descrito como un regreso a su trabajo anterior, aunque con una producción más basada en música electrónica, con Israel Daramola de Spin describiéndolo como «él volviendo a los oscuros sonidos de la madriguera de drogas de su trabajo anterior». My Dear Melancholy se caracteriza por ser un proyecto de R&B alternativo,  R&B   y electropop con la producción de Skrillex y Guy-Manuel de Homem-Christo de Daft Punk. La única colaboración de My Dear Melancholy es el artista techno Gesaffelstein, que produjo los temas «I Was Never There» y «Hurt You».
Líricamente, My Dear Melancholy se centra en la angustia y la ira relacionadas con una ruptura amorosa. La letra se centra en las relaciones pasadas de The Weeknd, principalmente con la modelo Bella Hadid y la cantante Selena Gomez, siendo esta última muy publicitada. El tema es un cambio completo de los dos últimos proyectos de The Weeknd, que estaban basados en el pop y eran más convencionales. The Weeknd canta en relación con la operación de trasplante de riñón de Gomez y su relación con Justin Bieber, con Lisa Respers France de CNN que etiqueta a Gomez como la «musa» de The Weeknd. Este último utiliza la letra de la canción «Same Old Love» de Gomez en «Wasted Times» de una manera que Billboard describió como «atormentadora».
Este extended play muestra tonalidades menores (D#m en «Call Out My Name», Abm en «Try Me», A#m en «Wasted Times» y «Hurt You») con la excepción de «I Was Never There» y «Privilege», que están en F y D, respectivamente. Las tonalidades menores suelen denotar tristeza, angustia o melancolía. Además, cuando se trata de tonalidades con repetidos acordes sostenidos (bien mayores o menores) pueden generar mayor tensión que las tonalidades naturales si se aprovecha bien los recursos existentes en ellas. Por otra parte, Tesfaye y su equipo de producción usó los acordes presentes en la canción para crear tensión en «Hurt You» (que, aunque está en D —que suele ser una tonalidad relacionada con la alegría— no crea felicidad ni emoción, y más bien evoca una desesperación y angustia y genera una gran tensión); lo que no es similar con «Privilege», que está en F, pues esta tonalidad genera una gran tensión si se aprovechan los acordes.

## Recepción

### Crítica
My Dear Melancholy recibió comentarios generalmente positivos de los críticos. En Metacritic, que asigna una calificación normalizada de 100 a las reseñas de publicaciones convencionales, el álbum recibió un puntaje promedio de 63, basado en 16 reseñas. Alex Petridis, de The Guardian, declaró que My Dear Melancholy «abandona el enfoque de pick'n'mix y, de hecho, el acertar y fallar del anterior álbum —Starboy— a favor de algo más coherente: uniformemente deprimente y twilit, fluye muy bien», pero criticó su contenido lírico. En una crítica positiva, Ryan B. Patrick de Exclaim! comentó que el proyecto sirve «como una especie de reinicio suave, un limpiador de paleta musical que hace un balance de lo que The Weeknd ha logrado hasta ahora». Para NME, Jordan Bassett calificó el álbum de «emocionante», elogiando su naturaleza estrecha y concisa y «momentos notables de brillantez estilística» evidentes en las contribuciones de Gesaffelstein, sin embargo, criticando su falta de carácter. 

#### Reconocimientos
| Publicación | Lista                  | Lugar | Ref.   |
| ----------- | ---------------------- | ----- | ------ |
| Complex     | 50 Best Albums of 2018 | 46    | [ 36 ] |

### Comercial
My Dear Melancholy se transmitió más de 26 millones de veces en su primer día de lanzamiento en Apple Music, esto fue el doble de la cantidad de transmisiones que se obtuvieron en Spotify según Republic Records, aunque Spotify afirma que My Dear Melancholy pudo acumular 29 millones de transmisiones en 24 horas. Se proyectó que el EP se movería entre las 165 000 y 180 000 unidades equivalentes a álbumes la primera semana, y eventualmente vendió 169 000 unidades, siendo 68 000 de estas provenientes de ventas puras, alcanzando el número uno en el Billboard 200 de Estados Unidos. My Dear Melancholy también fue el álbum más corto, por recuento de canciones, que encabezó el Billboard 200 en ocho años, una hazaña que anteriormente hizo Glee: The Music, Journey to Regionals. Hasta julio de 2018, el extended play ha vendido 117 000 copias en los Estados Unidos.

## Lista de canciones
Créditos adaptados de Tidal.
| N.º   | Título                                        | Escritor(es)                                                                               | Productor(s)                               | Duración |  |
| 1.    | «Call Out My Name»                            | Abel "The Weeknd" Tesfaye Adam Feeney Nicolas Jaar                                         | Frank Dukes                                | 3:48     |  |
| 2.    | «Try Me»                                      | Tesfaye Ahmad Balshe Jason Quenneville Feeney Michael Len Williams II Marquel Middlebrooks | Mike Will Made It Marz Frank Dukes DaHeala | 3:41     |  |
| 3.    | «Wasted Times»                                | Tesfaye Brittany "Starrah" Hazzard Sonny Moore Feeney                                      | Frank Dukes Skrillex a                     | 3:40     |  |
| 4.    | «I Was Never There» (featuring Gesaffelstein) | Tesfaye Mike Lévy Feeney                                                                   | Gesaffelstein Frank Dukes                  | 4:01     |  |
| 5.    | «Hurt You» (featuring Gesaffelstein)          | Guy-Manuel de Homem-Christo Tesfaye Lévy Henry Russell Walter                              | Gesaffelstein de Homem-Christo Cirkut a    | 3:50     |  |
| 6.    | «Privilege»                                   | Tesfaye Quenneville Feeney                                                                 | Frank Dukes DaHeala                        | 2:50     |  |
| 21:50 |                                               |                                                                                            |                                            |          |  |

Notes
- a significa un coproductor

## Personal
Personal adaptado de Tidal.
| - The Weeknd – voz - DaHeala - teclados, programación (tracks 2, 6) - Shin Kamiyama – ingeniería - Florian Lagatta – ingeniería (track 5) - Jaycen Joshua – mezcla - David Nakaji – asistente de mezcla - Maddox Chhim – asistente de mezcla | - Frank Dukes – producción (tracks 1-4, 6) - DaHeala – producción (tracks 2, 6) - Mike Will Made It – producción (track 2) - Marz – producción (track 2) - Skrillex – coproducción (track 3) - Gesaffelstein – producción (tracks 4, 5) - Guy-Manuel de Homem-Christo – producción (track 5) - Cirkut – coproducción (track 5) |